# Fannia immaculata
Fannia immaculata är en tvåvingeart som beskrevs av Malloch 1924. Fannia immaculata ingår i släktet Fannia och familjen takdansflugor. Inga underarter finns listade i Catalogue of Life.